# Политика Лесото
Политика Лесото — система политико-правовых, административных, экономических и социальных отношений в Лесото.

## Государственный строй
Согласно действующей конституции 1993 года Лесото является конституционной монархией, конституционным монархом и главой государства является король. В случаях, если король не достиг возраста, находится вне территории страны или не может управлять страной по причине болезни, страной управляет регент. Король выполняет в основном церемониальные функции, он является «живым символом национального единства» без исполнительных или законодательных функций, по традиции коллегия вождей определяет, кто будет наследником, кто будет регентом в случае необходимости, а также сместить монарха.

### Исполнительная власть
Согласно конституции король назначает премьер-министром члена национальной ассамблеи (нижней палаты парламента), который является лидером политической партии или коалиции, имеющей большинство членов национальной ассамблеи.

### Законодательная власть
Двухпалатный парламент Лесото состоит из верхней палаты — сената и нижней — Национального собрания Сенат состоит из 33 членов, из которых 22 — верховные вожди племён или назначенных ими лиц, а 11 — назначаются королём по представлению государственного совета.
Нижняя палата состоит из 120 членов. Большинство — 56 членов, принадлежат партии Революция за процветание, возглавляемой миллионером Сэмом Манекене. Нижняя палата избирается по многомандатному общенациональному округу и одномандатным округам.

## Политические партии
Партия «Конгресс за демократию в Лесото» (LCD) имеет большинство мест (61 из 120) в Национальной Ассамблее, кроме того, в Конгрессе представлены ещё девять партий.

## Вооружённые силы

Солдаты 1-го батальона вооружённых сил Лесото.

Заявленная политика Лесото — сохранение своего суверенитета и внутренней безопасности, внешняя безопасность фактически обеспечивается Южно-Африканской Республикой.

## Внешняя политика

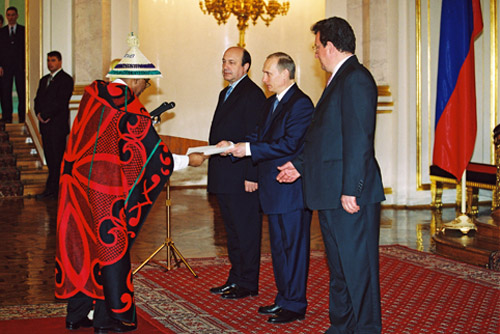
Посол Лесото Текисо Хати вручает верительную грамоту президенту России В. В. Путину.

Лесото является членом Организации Объединённых Наций с 17 октября 1966 года, страна участвует в Экономической комиссии для Африки и всех нерегиональных специализированных агентствах кроме МАГАТЭ и Международной морской организации. Лесото является также членом Содружества наций, Африканского банка развития, G-77, Африканского союза. Лесото с 31 мая 1995 года является членом Всемирной торговой организации, несмотря на отсутствие выхода к морю страна подписала Конвенцию ООН по морскому праву.